# Koniewo (rejon krasnoziorski)
Koniewo (ros. Конево) – wieś (sieło) w Rosji, w obwodzie nowosybirskim, w rejonie krasnoziorskim. W 2010 liczyła 740 mieszkańców.